# I-Ten
i-Ten – amerykański projekt muzyczny, funkcjonujący w latach 1981–1983.

## Historia
Początki zespołu sięgają lata 1981 roku. Wówczas to na organizowanym przez producenta Keitha Olsena przyjęciu poznali się autorzy piosenek: Tom Kelly i Billy Steinberg. Kelly i Steinberg zaczęli wspólnie pisać piosenki (przeważnie w konfiguracji: Steinberg – teksty, Kelly – muzykę) i utworzyli projekt i-Ten. Nazwa pochodziła od autostrady Interstate 10, przy której muzycy często odbywali spotkania. Po podpisaniu kontraktu z Epic Records Steinberg i Kelly rozpoczęli przygotowywanie materiału na debiutancki album. Producentem został Keith Olsen, który współpracował już wcześniej z Kellym. Dzięki koneksjom Kelly'ego i Olsena do nagrań zatrudniono takich artystów, jak Steve Lukather, Steve Porcaro, David Paich, Mike Baird czy Alan Pasqua. Mimo pierwotnych planów, zakładających podzielenie się po równo wokalem między Kellym i Steinbergiem, większość piosenek zaśpiewał Kelly.
Debiutancki i jak się okazało jedyny album grupy pt. Taking a Cold Look został wydany w 1983 roku. Wydano również single: „Taking a Cold Look” i „Lonely in Each Other's Arms”. Album nie był dostatecznie promowany przez Epic, ponadto nie planowano trasy koncertowej ani wydania kolejnego albumu. Dlatego też mimo stosunkowo pozytywnej recenzji w magazynie Billboard album nie odniósł sukcesu komercyjnego, a projekt i-Ten rozpadł się.
Mimo porażki projektu i-Ten piosenki zespołu były wielokrotnie coverowane przez różnych artystów. „Alone” w wykonaniu Heart zajął pierwsze miejsce na liście Hot 100, a łącznie wykonano kilkadziesiąt wersji tego utworu. W 1988 roku REO Speedwagon nagrał własną wersję „I Don't Want to Lose You”, a Honeymoon Suite – „Taking a Cold Look” (jako „Cold Look”). „The Easy Way Out” było nagrywane przez Juice Newton (1984) i Jacka Wagnera (1987).
Jedyny album grupy był kilkukrotnie wznawiany.

## Skład zespołu
Źródło: AllMusic
- Tom Kelly – wokal, gitara, instrumenty klawiszowe
- Billy Steinberg – wokal, gitara
- Richard Page – wokal, wokal wspierający
- Steve Lukather – gitara, instrumenty klawiszowe, syntezator
- Chas Sandford – gitary
- Dennis Belfield – gitara basowa
- Alan Pasqua – instrumenty klawiszowe, syntezator
- David Paich – instrumenty klawiszowe, syntezator
- Steve Porcaro – syntezator
- Peggy Sandvig – syntezator
- Mike Baird – perkusja
- Lenny Castro – perkusja

## Dyskografia
- Taking a Cold Look (1983)